# 聖ミヒャエル教会 (ウィーン)
聖ミヒャエル教会もしくは聖ミカエル教会（ドイツ語: Michaelerkirche）は、オーストリアのウィーンにある教会で、ウイーンの最古の教会の一つである。また、ロマネスク建築の建造物としても現存する数少ないものの一つである。大天使ミカエルに捧げられた教会であり、ミヒャエル広場をはさんでホーフブルク宮殿の聖ミヒャエル門の反対側に位置する。かつては王宮を管轄する教区教会であったこともあり、当時は「いと高きミヒャエル教会 (Zum heiligen Michael)」と呼ばれていた。 

## 歴史
8世紀以上にわたる長い歴史を経て、様々な建築様式を併せ持つようになった。教会の建物は後期ロマネスク様式および初期ゴシック様式であり、年代は1220年から1240年頃にさかのぼる。教会が建立された年を1221年とする文書があるが、14世紀の偽書である可能性が高い。今日に至るまで度重なる改修がなされたが、1792年以降は現在の姿となっている。

## 内部
教会の内部は1本の身廊と2本の側廊からなっており、古いゴシック建築の様式を保ってきた。後年代になり付属礼拝堂が付け加えられた。 
教会の建物は高くはないものの、頑丈で立体的な印象を伴っている。多角形の後陣は、14世紀（1327年から1340年）に、初期ゴシック様式のクワイヤへとわずか3日の間に置き換えられた。中央および北にある聖歌隊礼拝堂はバロック様式に改修された。 
主祭壇は、ジャン＝バティスト・ダランジュ (Jean-Baptiste d’Avrange) によって1782年に設計された。カール・ゲオルク・メルヴィル (Karl Georg Merville) が製作した、雪花石膏と化粧漆喰によるロココ様式の巨大な彫刻「天使降臨」（1782年）が、天井から床面に至る一面を装飾している。これは、ウィーンにおいて製作されたバロック期の最後の主要作品である。 
主祭壇の中央には、聖処女マリアを描いたビザンティン様式のイコン「マリア・カンディダ (Maria Candida)」が置かれている。カンディダの名はクレタ島の都（カンディア：Candia。現在のイラクリオン）からとられたものであり、かつてそこにはクレタ派というイコン製作の拠点があった。イコンは、2人の大天使の彫刻が捧げ持つ格好となっている。
北側にある礼拝堂にはフランツ・アントン・マウルベルチュの祭壇画「幼児イエスを礼拝する聖母」（1754年 – 1755年）がある。 
南側にある礼拝堂「ニコラウスカペレ」 (Nikolauskapelle) は、改修を加えずに残され、中世の外観を保っている。はざま飾りの窓は13世紀にさかのぼる。天蓋の下には、聖カタリナと聖ニコラウスをかたどった石の彫刻（1350年）や、ハンス・シュレー (Hans Schlais) による木製のイエスの十字架像（1510年 - 1520年）がある。この礼拝堂は、公爵の料理人によって、君主に毒を盛った疑いが晴らされたことによる神への感謝のため、1350年に建てられた。翼廊とクワイヤの間にある凱旋門は14世紀にさかのぼる。凱旋門の上部の三角小間には「最後の審判」が描かれている。 
15世紀初頭のフレスコ画が近年再発見されたが、そこからは当時のウィーン絵画の質の高さが窺える。洗礼堂の壁龕には木製の彫刻「悲しみの人」（1430年）がある。 
ヨハン・ダヴィド・ズィーバー (Johann David Sieber) 作のパイプオルガン（1714年）は、ウィーンにあるバロック様式のオルガンでは最大のものである。1749年には、17歳になるハイドンがここで演奏をした。モーツァルトのレクイエムの初回演奏は、1791年12月10日に、モーツァルトへの追悼としてこの教会で行われた。生前に完成していた部分のみが演奏された。 
現在のファサード（正面の部分）は1792年、エルネスト・コッホ (Ernest Koch) により、ヨーゼフ2世の治世に典型的に見られた新古典主義の様式で完成した。入口にはアントニオ・ベドゥッツィがデザインしたドーリア式の列柱があり、その上の三角形の破風の頂には、翼をもつ天使と、ルシファーを倒す大天使ミカエルの群像（1725年）がある。この群像を製作したのはイタリアの彫刻家ロレンツォ・マティエッリで、聖ミヒャエル教会の対面にある王宮のヘラクレス像も手がけている。8角形をしたゴシック様式の高い鐘楼は、旧市街のシンボルのひとつとなっている。

## 地下墓地
聖ミヒャエル教会は「ミヒャエラーグルフト」(Michaelergruft)と呼ばれる広大な地下墓地をもつことで知られている。貴族階級は、それぞれの家の紋章が施された教会の床の大理石の厚板を通って自らの家族の墓所に行くことができた。死者の棺は当時、大理石の厚板のある場所を直接通って墓所に降ろすことができた。 
気候条件に恵まれ温度変化が少ないため、地下墓地にある保存状態のよい遺体は4千体以上にのぼる。地下墓地には、何百ものミイラ化した遺体が、あるものは葬儀の衣装や鬘をつけられ、あるものは開いた棺の中で花や髑髏で飾られ、またあるものはバロック絵画やヴァニタスの象徴で飾られながら、展示されている。最も有名な例は、バロック時代のオペラの台本作家ピエトロ・メタスタージオ(1698-1782)の遺体である。 

## 発掘調査
1989年から1991年にかけて行われたミヒャエル広場の考古学的発掘調査によって、ローマ時代の都市ウィンドボナに付属する集落の存在が明らかにされた。兵士の家族が居住していたと考えられる。発掘現場は1991年に、建築家ハンス・ホラインのデザインによって、公衆の立入りができるように改修された。 

## ギャラリー

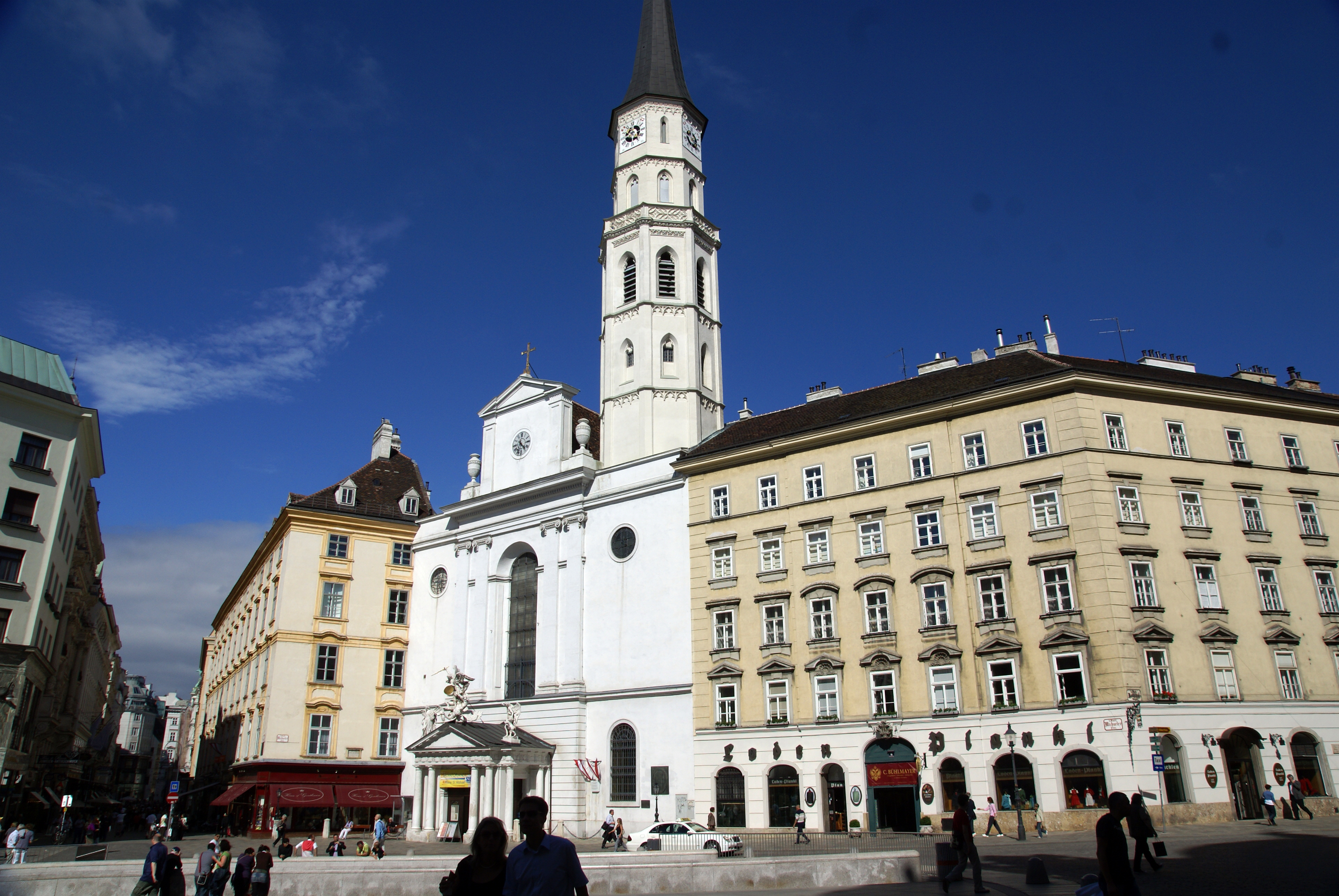
ミヒャエル広場
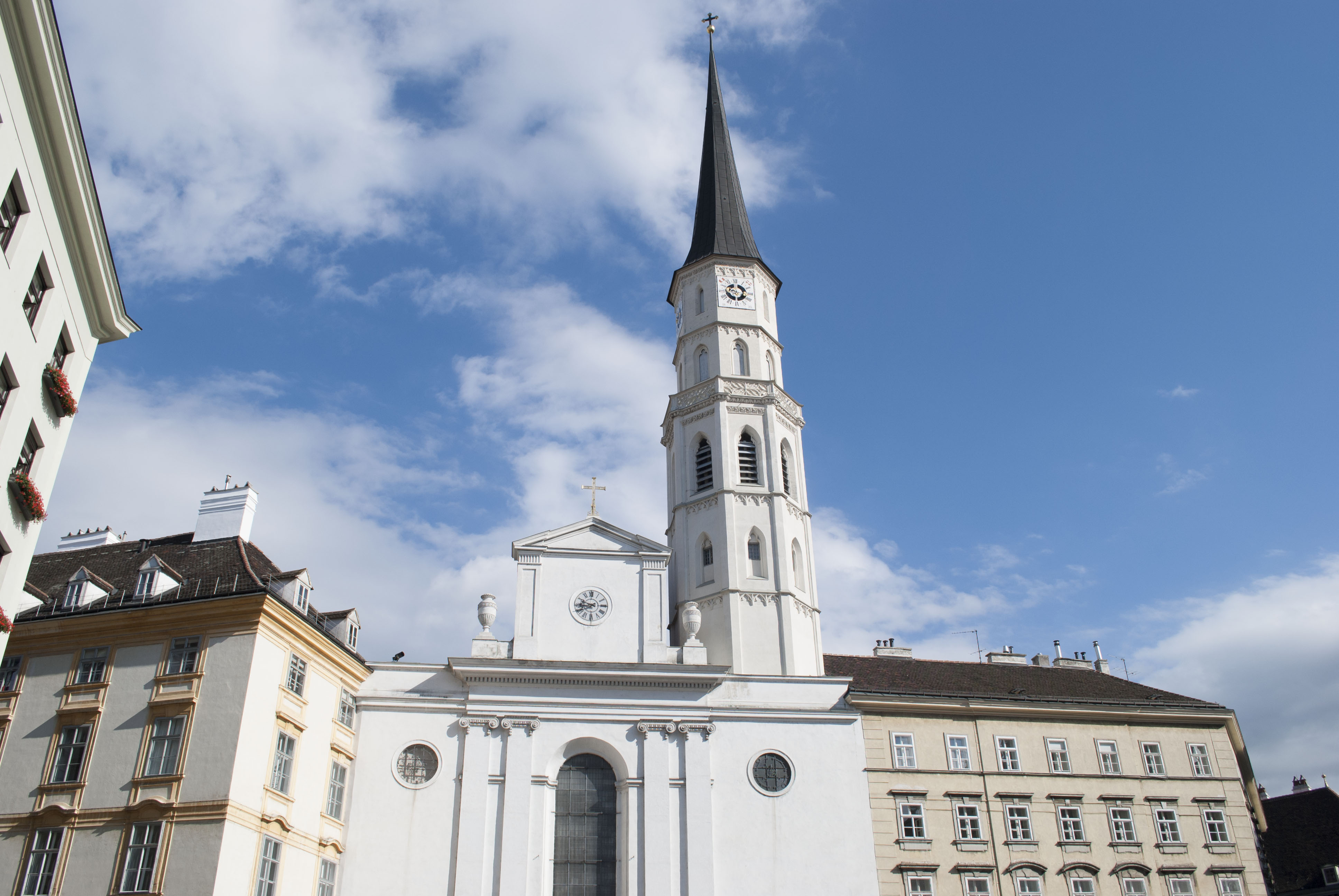
聖ミヒャエル教会
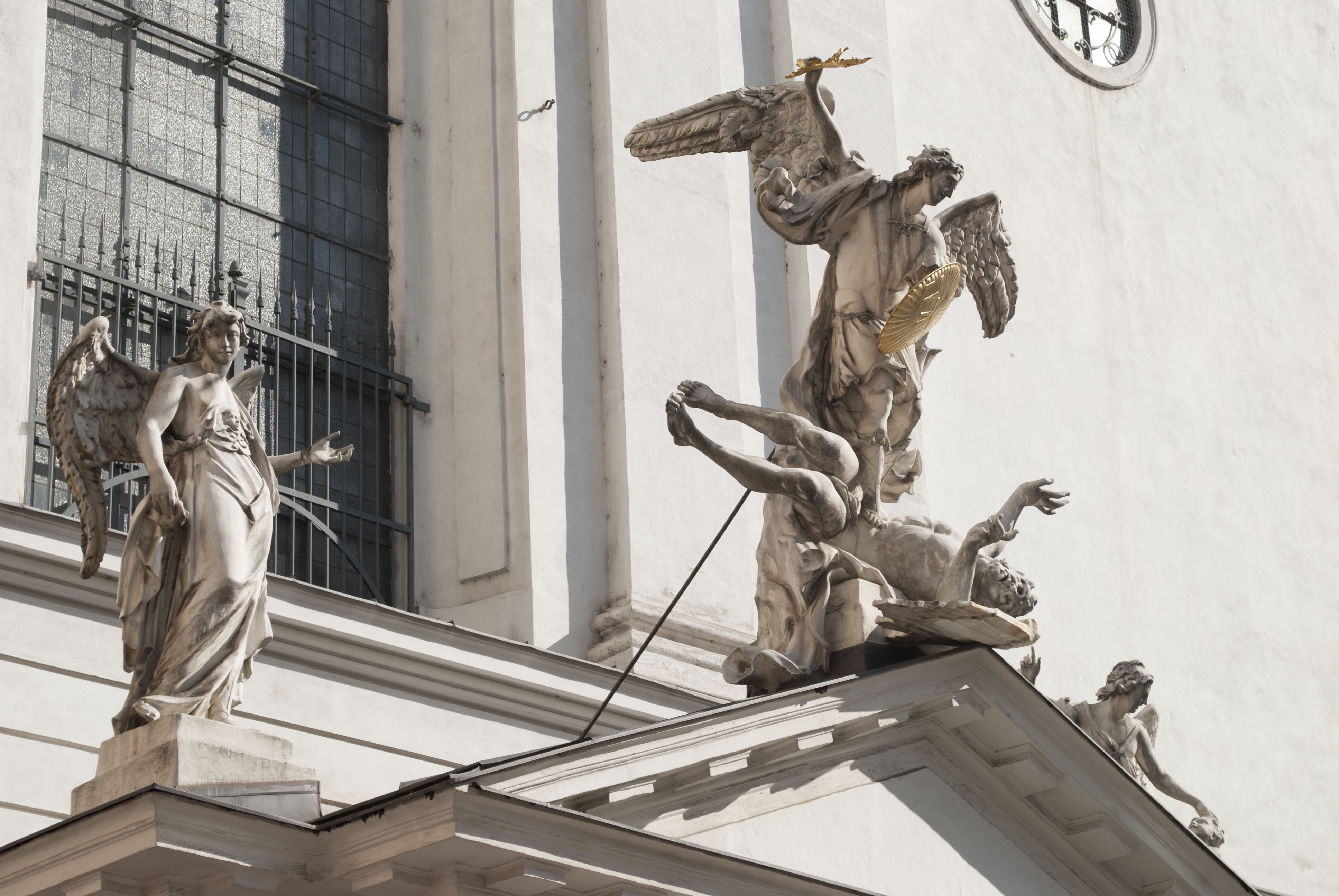
聖ミヒャエル教会
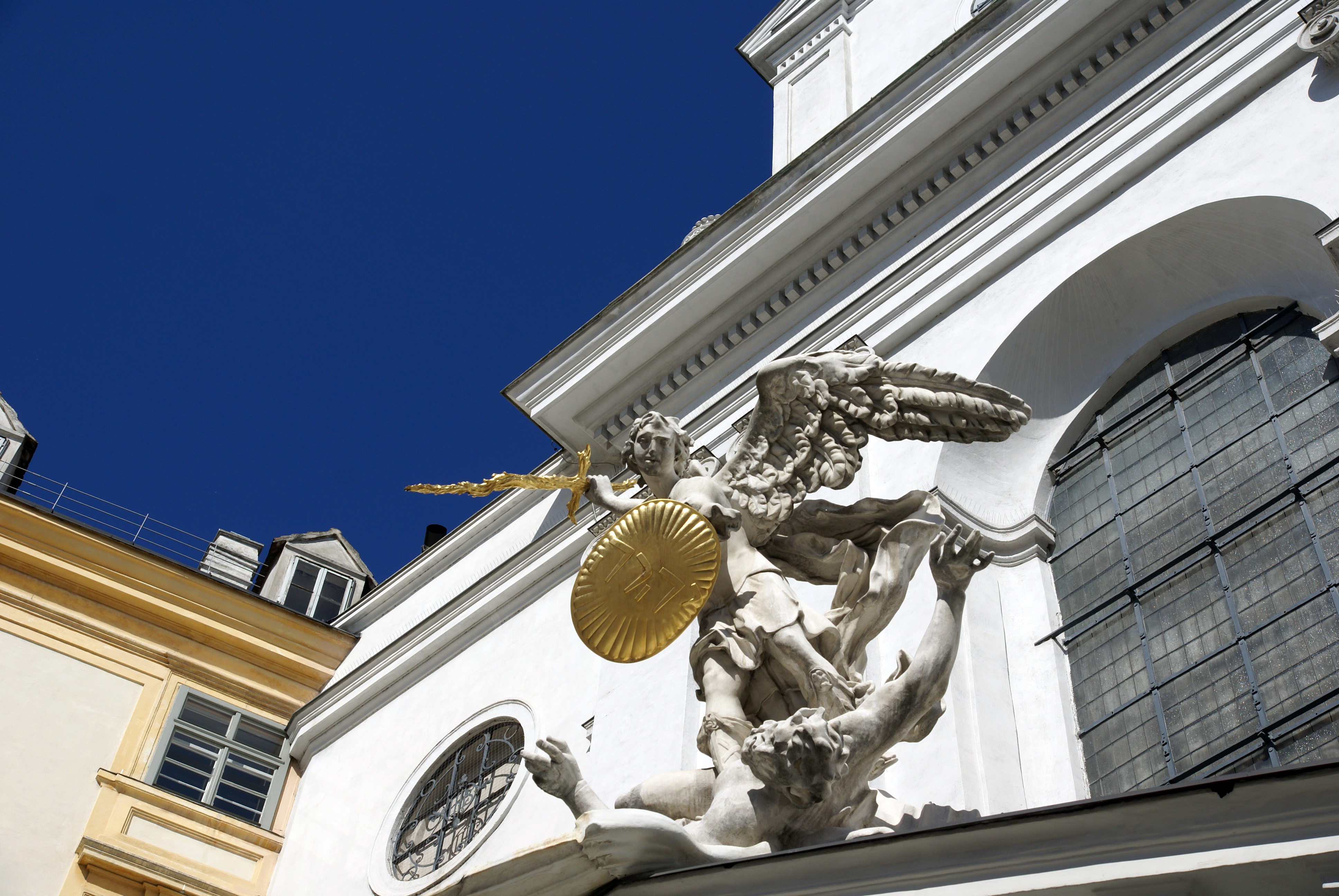
聖ミヒャエル教会
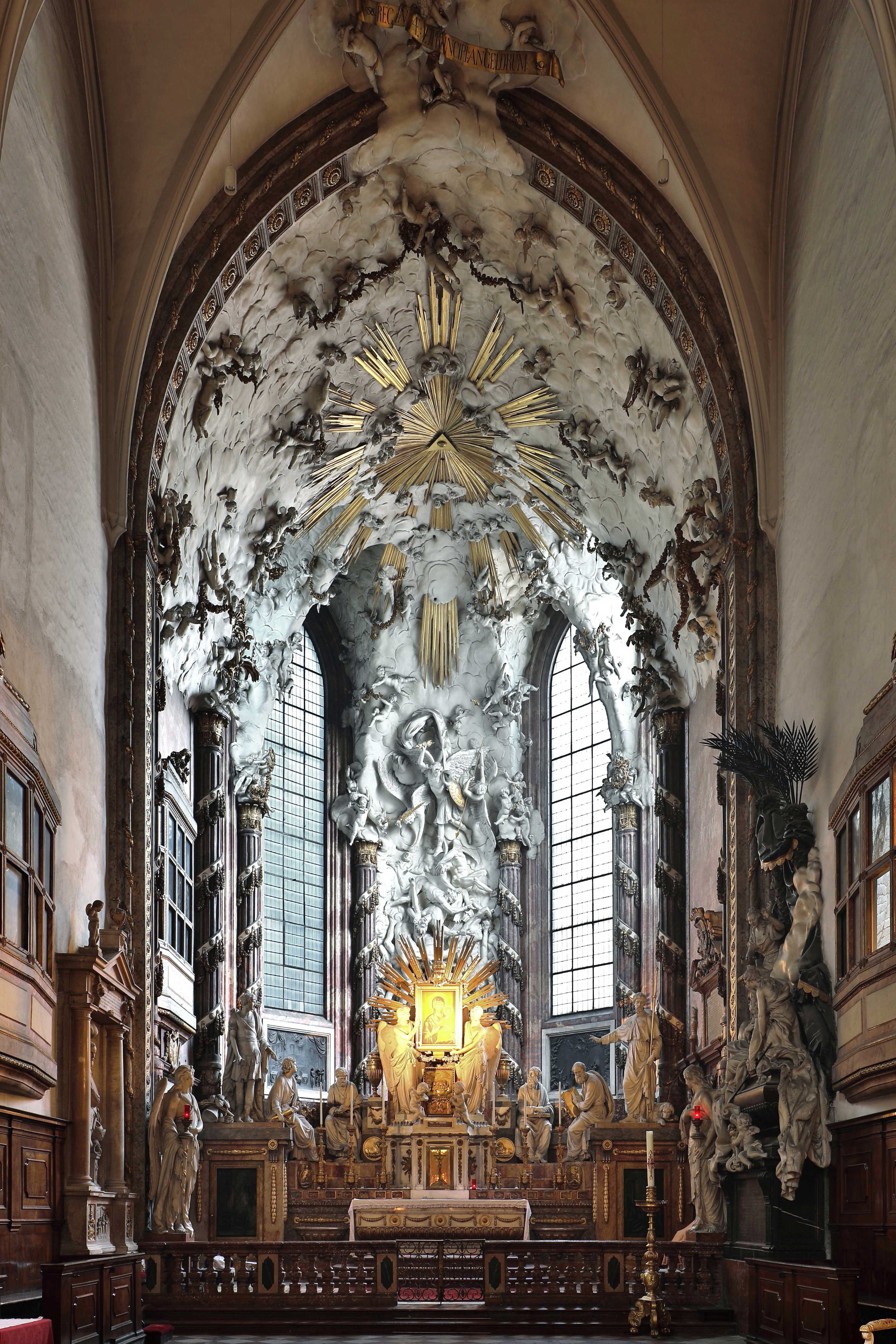
主祭壇の「天使降臨」と「マリア・カンディダ」
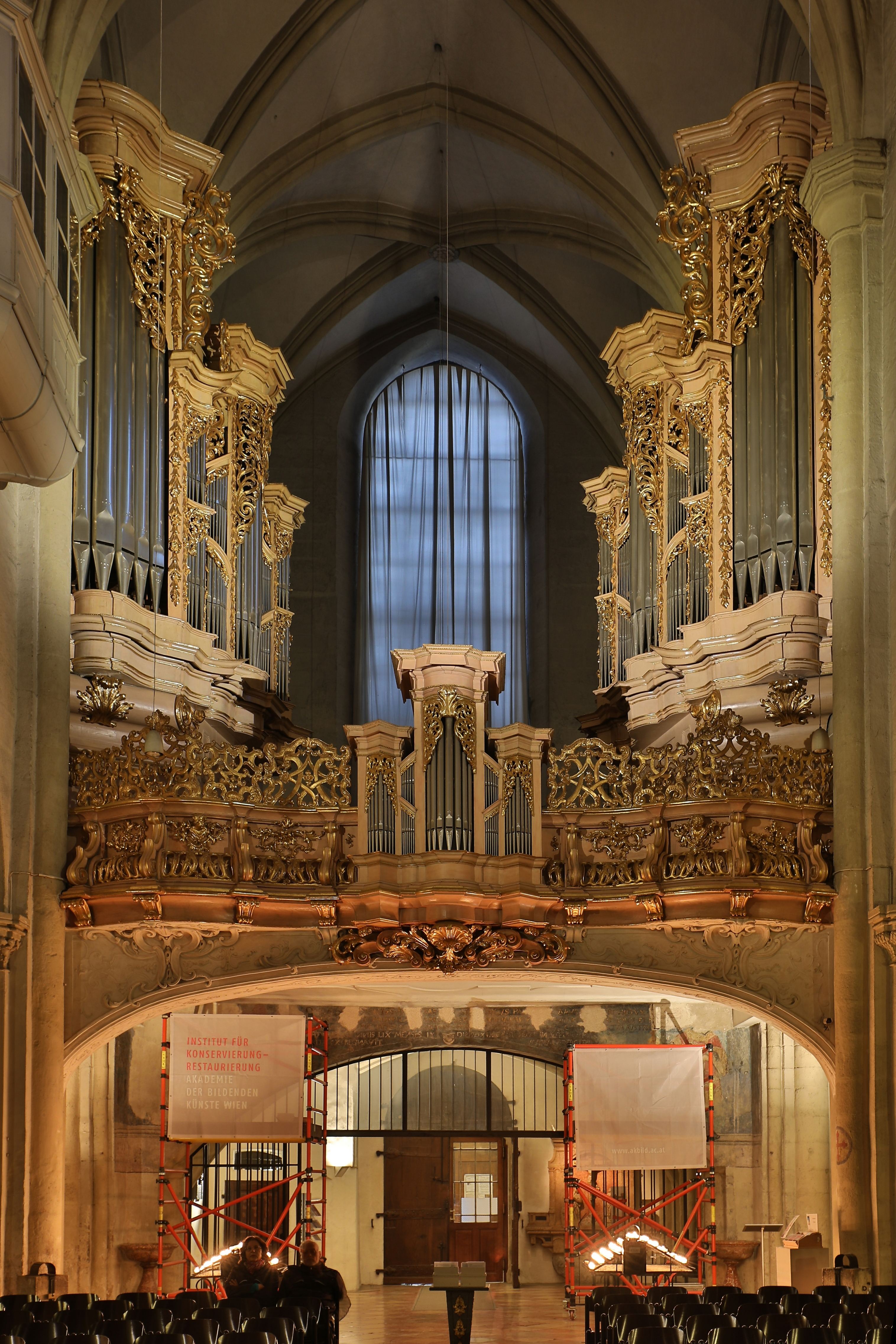
オルガン
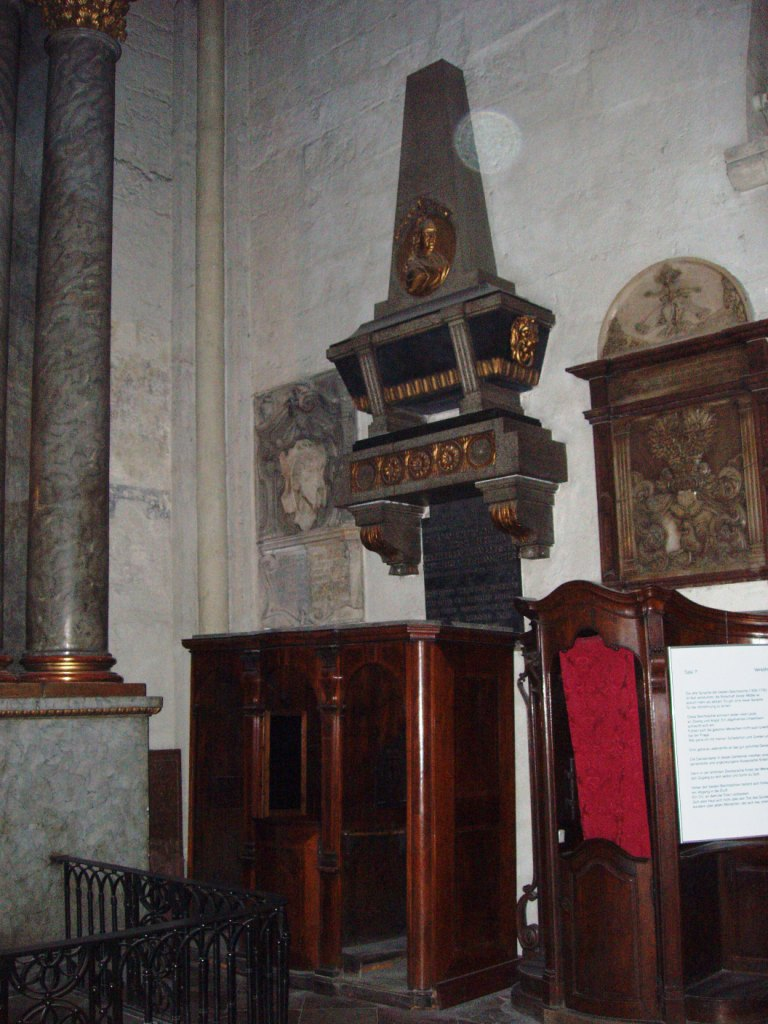
地下墓地への旧入口
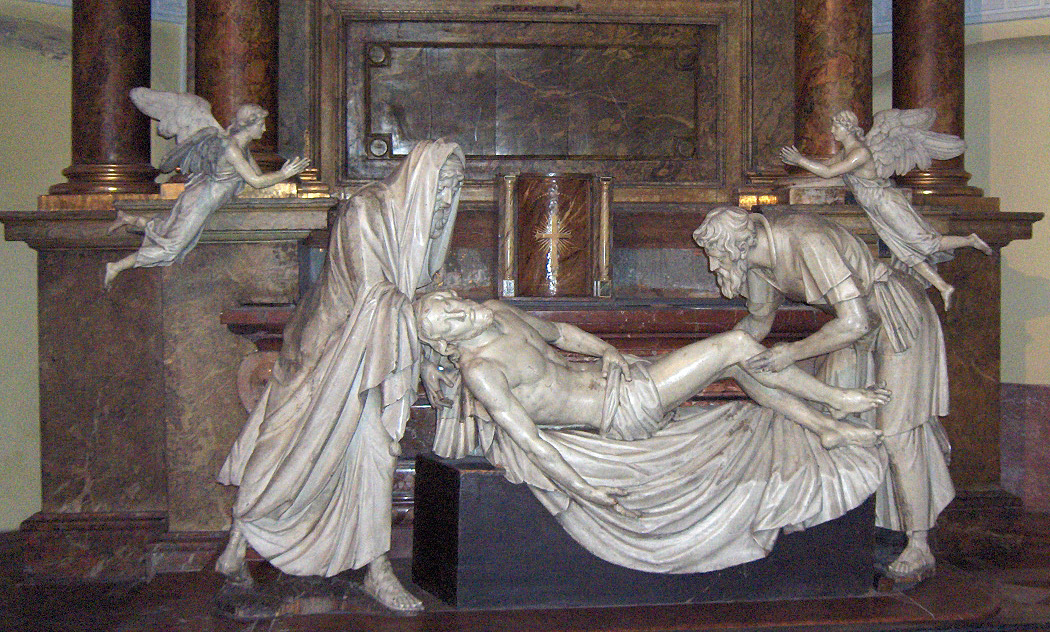
キリストの死を描いた大理石像